# Ризофора

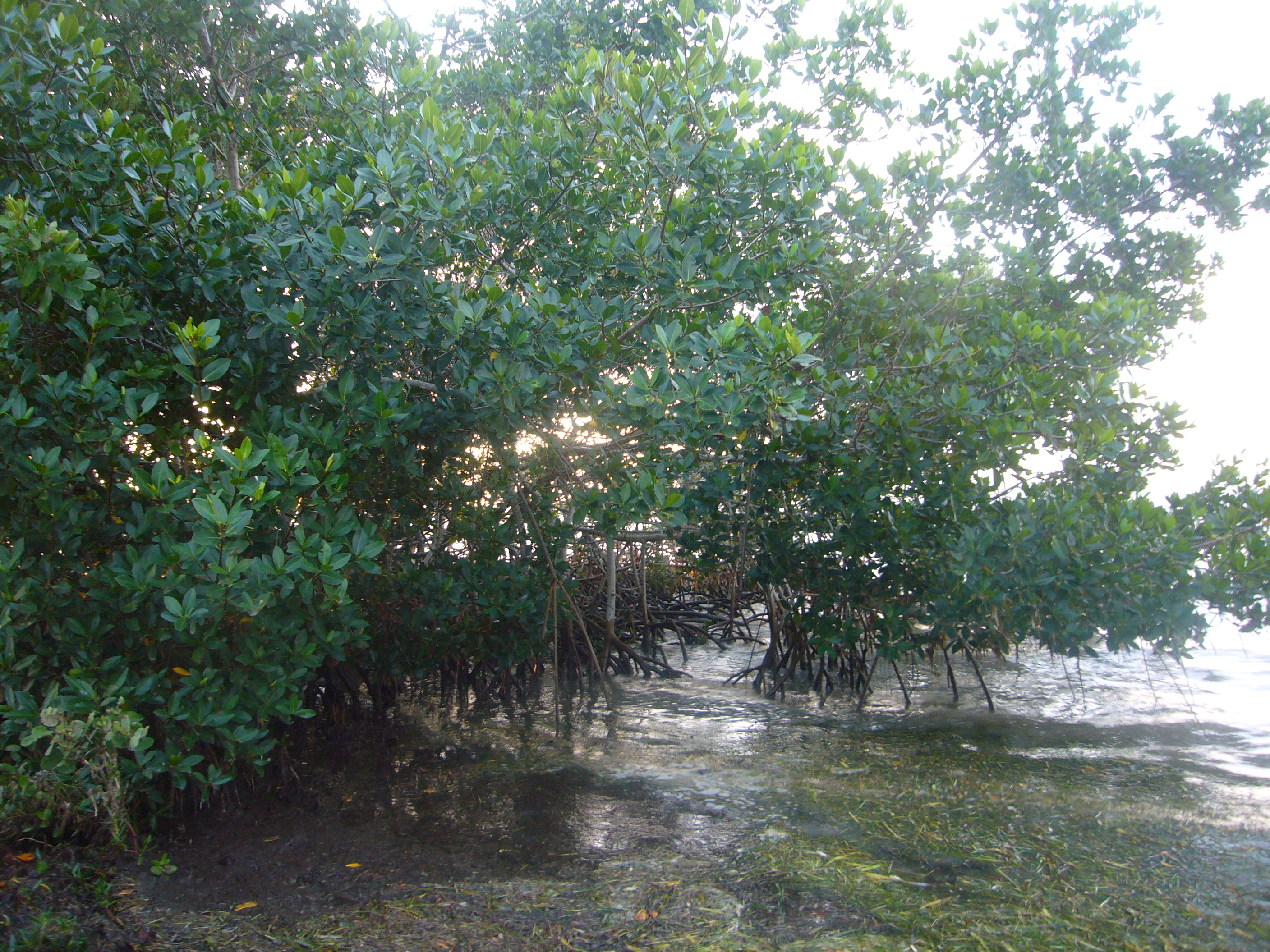
Чевоний мангр, Національний парк Еверглейдс, США

Ризофо́ра (Rhizophora) — невеликий рід мангрових дерев і чагарників родини ризофорових, що складається з 6 різних видів. Назва походить від двох грецьких слів, що визначають основну характеристику рослин даного роду: ῥιζο, rhizo — «корінь», і φορός, phorós — «основа». Насправді, як і у інших мангрів, у ризофори коріння частково повітряне, що дозволяє їм утримувати стійке положення на мілководді в умовах солоної води, частих припливів і хиткого ґрунту.

## Опис
Дерева і чагарники, що виростають на літоралі (припливно-відливной зоні) узбережжя тропічного і субтропічного поясу Землі. Мають характерне повітряне опорне коріння. Листя супротивні, цілісні, цільнокрайні, гладкі, на дотик нагадують шкіру. На нижній частині лістя часто є численні сочевички. На кожному пагоні є верхівкова брунька з парою прилистків, яка опадає при появі нової пари листків.
Рослини запилюються за допомогою вітру. Суцвіття бере свій початок в пазусі листа і розгалужується у окремих видів по-різному. Квітки актиноморфні, мають чотири міцних чашолистки, які при контакті з ґрунтом проростають. Чотири пелюстки, як правило, покриті волосками і на відміну від інших ризофорових, не несуть на собі інших відростків; після початку цвітіння вони незабаром опадають. Існує 8-12 редукованих тичинок.
Плід коричневий або сіро-зелений, яйцеподібний або конічний, жорсткий. Як правило, проростає тільки насіння з материнського дерева. Первинний корінь швидко відмирає.

## Класифікація
Розрізняють такі види цього роду:
- Ризофора короткозагострена (R. apiculata)
- R. harrisonii
- Червоний мангр (R. mangle)
- Ризофора загострена (R. mucronata)
- Білий мангр (R. racemosa)
- R. stylosa